# Bắn cung tại Thế vận hội Mùa hè 2008
Tại Thế vận hội Mùa hè 2008, cuộc thi bắn cung đã tổ chức từ ngày 9 tháng 8 đến ngày 15 tháng 8, tại sân cỏ bắn cung Màu xanh Olympic, một địa điểm tạm thời trên Olympic Green, Công viên Olympic của Bắc Kinh.

## Các quốc gia tham gia
128 cung thủ từ 49 quốc gia đã tham gia.
- Bản mẫu:Lá cờIOC
- Bản mẫu:Lá cờIOC
- Bản mẫu:Lá cờIOC
- Bản mẫu:Lá cờIOC
- Bản mẫu:Lá cờIOC
- Bản mẫu:Lá cờIOC
- Bản mẫu:Lá cờIOC
- Bản mẫu:Lá cờIOC
- Bản mẫu:Lá cờIOC
- Bản mẫu:Lá cờIOC
- Bản mẫu:Lá cờIOC
- Bản mẫu:Lá cờIOC
- Bản mẫu:Lá cờIOC
- Bản mẫu:Lá cờIOC
- Bản mẫu:Lá cờIOC
- Bản mẫu:Lá cờIOC
- Bản mẫu:Lá cờIOC
- Bản mẫu:Lá cờIOC
- Bản mẫu:Lá cờIOC
- Bản mẫu:Lá cờIOC
- Bản mẫu:Lá cờIOC
- Bản mẫu:Lá cờIOC
- Bản mẫu:Lá cờIOC
- Bản mẫu:Lá cờIOC
- Bản mẫu:Lá cờIOC
- Bản mẫu:Lá cờIOC
- Bản mẫu:Lá cờIOC
- Bản mẫu:Lá cờIOC
- Bản mẫu:Lá cờIOC
- Bản mẫu:Lá cờIOC
- Bản mẫu:Lá cờIOC
- Bản mẫu:Lá cờIOC
- Bản mẫu:Lá cờIOC
- Bản mẫu:Lá cờIOC
- Bản mẫu:Lá cờIOC
- Bản mẫu:Lá cờIOC
- Bản mẫu:Lá cờIOC
- Bản mẫu:Lá cờIOC
- Bản mẫu:Lá cờIOC
- Bản mẫu:Lá cờIOC
- Bản mẫu:Lá cờIOC
- Bản mẫu:Lá cờIOC
- Bản mẫu:Lá cờIOC
- Bản mẫu:Lá cờIOC
- Bản mẫu:Lá cờIOC
- Bản mẫu:Lá cờIOC
- Bản mẫu:Lá cờIOC
- Bản mẫu:Lá cờIOC

## Tóm tắt huy chương

### Bảng huy chương
Lấy từ trang web chính thức của Thế vận hội Bắc Kinh 2008.
| Hạng               | Đoàn               | Vàng | Bạc | Đồng | Tổng số |
| ------------------ | ------------------ | ---- | --- | ---- | ------- |
| 1                  | Hàn Quốc (KOR)     | 2    | 2   | 1    | 5       |
| 2                  | Trung Quốc (CHN)   | 1    | 1   | 1    | 3       |
| 3                  | Ukraina (UKR)      | 1    | 0   | 0    | 1       |
| 4                  | Ý (ITA)            | 0    | 1   | 0    | 1       |
| 5                  | Nga (RUS)          | 0    | 0   | 1    | 1       |
| 5                  | Pháp (FRA)         | 0    | 0   | 1    | 1       |
| Tổng số (6 đơn vị) | Tổng số (6 đơn vị) | 4    | 4   | 4    | 12      |

### Nam
| Nội dung | Vàng                                                           | Bạc                                                             | Đồng                                                  |
| -------- | -------------------------------------------------------------- | --------------------------------------------------------------- | ----------------------------------------------------- |
| cá nhân  | Bản mẫu:Lá cờIOCmedalist                                       | Bản mẫu:Lá cờIOCmedalist                                        | Bản mẫu:Lá cờIOCmedalist                              |
| đồng đội | Bản mẫu:Lá cờIOCteam Im Dong-Hyun Lee Chang-Hwan Park Kyung-Mo | Bản mẫu:Lá cờIOCteam Mauro Nespoli Marco Galiazzo Ilario Di Buò | Bản mẫu:Lá cờIOCteam Jiang Lin Li Wenquan Xue Haifeng |

### Nữ
| Nội dung | Vàng                                                         | Bạc                                                   | Đồng                                                                 |
| -------- | ------------------------------------------------------------ | ----------------------------------------------------- | -------------------------------------------------------------------- |
| cá nhân  | Bản mẫu:Lá cờIOCmedalist                                     | Bản mẫu:Lá cờIOCmedalist                              | Bản mẫu:Lá cờIOCmedalist                                             |
| đồng đội | Bản mẫu:Lá cờIOCteam Park Sung-hyun Yun Ok-Hee Joo Hyun-Jung | Bản mẫu:Lá cờIOCteam Zhang Juanjuan Chen Ling Guo Dan | Bản mẫu:Lá cờIOCteam Virginie Arnold Sophie Dodemont Bérangère Schuh |